# Векки, Ирене
Ирене Векки (итал. Irene Vecchi, род. 10 июня 1989, Ливорно, Италия) — итальянская фехтовальщица на саблях. Чемпионка мира, двукратный бронзовый призёр чемпионатов мира, двукратная чемпионка Европы, пятикратный призёр чемпионата Европы.

## Биография
Ирене родилась 10 июня 1989 года в тосканском городе Ливорно. В восемь лет начала заниматься фехтованием .
Первых крупных успехов итальянка достигла в 2009 году, когда на чемпионате Европы она заняла третье место в командной сабле . Через год Ирене повторила это достижение .
В 2011 году итальянские фехтовальщицы выиграли золотую медаль на чемпионате Европы, и Ирене стала обладательницей титула чемпионки континента .
В 2012 году Ирене вместе со своей командой не удалось повторить победный результат на предолимпийском чемпионате Европы, но итальянки завоевали «бронзу» . Ирене отобралась на Олимпийские игры в Лондоне, где она превосходно выступила в личном турнире, где в четвертьфинале уступила будущему бронзовому призёру Ольге Харлан .
В 2013 году Ирене отлично выступила на крупных международных стартах. На чемпионате Европы она выиграла бронзовые медали в личном и командном первенствах , а затем на чемпионате мира итальянка стала третьей в индивидуальной сабле .
В 2017 году итальянка победила в командных соревнованиях на чемпионате Европы, а через месяц на чемпионате мира Ирене стала бронзовым призёром в личной сабле и одержала победу в командной сабле.

## Лучшие результаты

### Чемпионаты мира
- Золото — чемпионат мира 2017 года (Лейпциг, Германия) (команды)
- Бронза — чемпионат мира 2013 года (Будапешт, Венгрия)
- Бронза — чемпионат мира 2017 года (Лейпциг, Германия)

### Чемпионаты Европы
- Золото — чемпионат Европы 2011 года (Шеффилд, Великобритания) (команды)
- Золото — чемпионат Европы 2017 года (Тбилиси, Грузия) (команды)
- Бронза — чемпионат Европы 2009 года (Пловдив, Болгария) (команды)
- Бронза — чемпионат Европы 2010 года (Лейпциг, Германия) (команды)
- Бронза — чемпионат Европы 2012 года (Леньяно, Италия) (команды)
- Бронза — чемпионат Европы 2013 года (Загреб, Хорватия)
- Бронза — чемпионат Европы 2013 года (Загреб, Хорватия) (команды)